# Hotel Post (Burghausen)

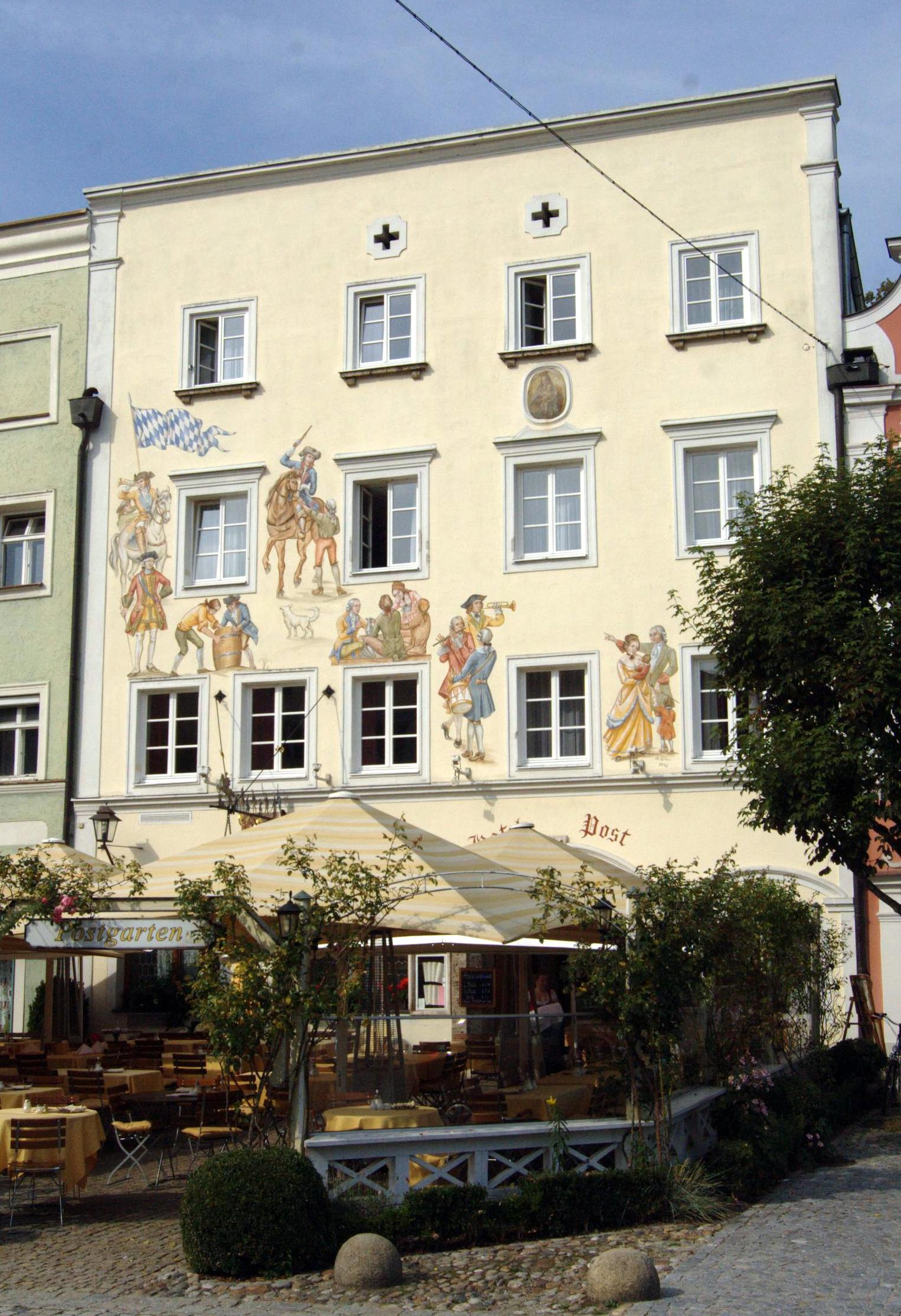
Hotel Post

Das Hotel Post ist ein Baudenkmal am Stadtplatz von Burghausen in Oberbayern.

## Geschichte
Das Haus aus dem 16. Jahrhundert wurde am 16. Oktober 1742 von Freikorpskämpfer Franz Carl Cura im Zuge des Österreichischen Erbfolgekriegs erstürmt. Er hatte zuvor in Neuötting mit seinen Gefolgsleuten eine feindliche Offizierspatrouille überfallen, die Alz durchschwommen und ist gewaltsam in die Stadt eingedrungen. Burghausen war danach vorübergehend wieder in bayerischer Hand.
In dem Gebäude befand sich lange Zeit ein Weingasthof Zur Krone, heute hat das Hotel Post  33 Zimmer, eine Gastwirtschaft mit 3 Stuben und einen Biergarten.

## Gebäude
Es handelt sich bei dem Gebäude um einen viergeschossigen Satteldachbau mit Vorschussmauer. Die Umfassungsmauern sind im Kern zum Teil noch aus der 2. Hälfte des 16. Jahrhunderts. Den Gastraum im Erdgeschoss überspannt ein Tonnengewölbe. Im Rückgebäude findet sich im Flur und in einigen Räumen im Erdgeschoss ein Kreuzgratgewölbe, vermutlich aus dem Anfang des 16. Jahrhunderts. In einem Raum an der Westwand sind zwei Rundpfeiler aus Tuffstein eingemauert. Eine Säule im ersten Obergeschoss trägt die Jahreszahl 1587. 1945 wurde der Gasthof durch Fliegerbomben stark beschädigt und im folgenden Jahr wiederhergestellt. 1965 wurde das Gebäude aufgestockt. An der Fassade ist in einer ovalen Nische ein Marienbildnis auf Blech angebracht. Über dem Erdgeschoss findet sich eine Rotmarmorplatte mit Inschrift, welche an die Ereignisse von 1742 erinnert. Auch die Fassadenmalereien, welche 1996 nach Entwürfen von Christian Goller erstellt wurden, haben diese zum Thema.

## Ehemalige Besitzer
- Johann Blasius Kristmann; Weinwirt (1762)
- Johann Babtist Fröhlich, ehemaliger Rat und Weingastgeber (1785)
- Felix Loferer, Weingastgeber (1801)[2]